# Gordon Darcy Lilo

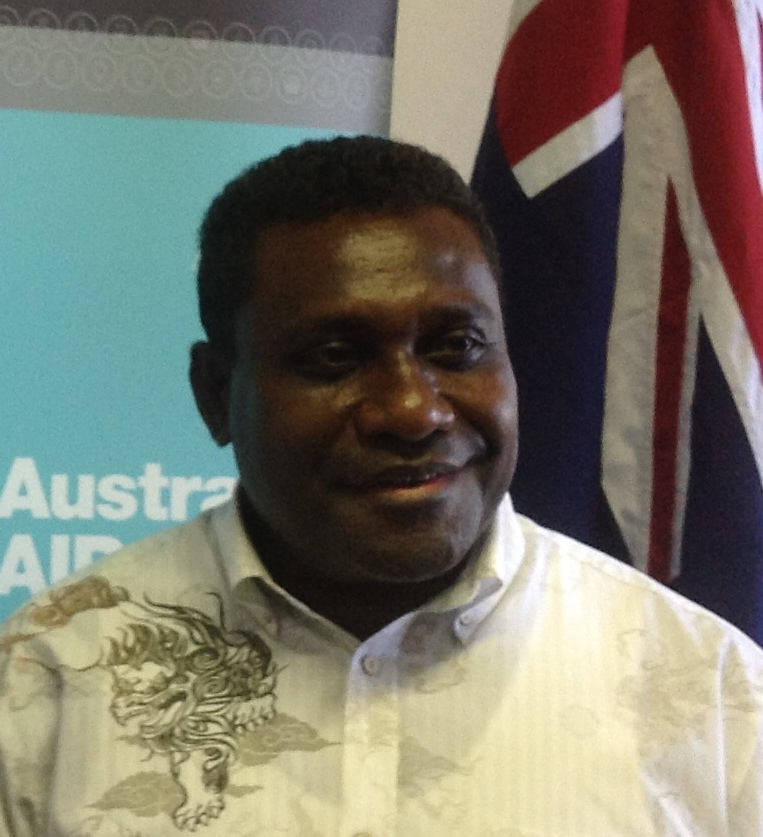
Gordon Darcy Lilo, 2013

Gordon Darcy Lilo (* 28. August 1965 in Ghatere auf Kolombangara) ist ein salomonischer Politiker und war von 2011 bis 2014 Premierminister der Salomonen.
Lilo studierte an der University of Papua New Guinea und erreichte dort den Bachelor of Economic und das Postgraduate Diploma. An der Australian National University erhielt er den Master of Development and Administration.
Lilo wurde am 5. Dezember 2001 zum ersten Mal in das Parlament gewählt und am 5. April 2006 wieder gewählt. Vom 17. Dezember 2001 bis 4. April 2006 war er Führer der Independent Group im Parlament. Von Mai 2006 bis 8. November 2007 bekleidete er das Amt des Finanzministers, vom 8. bis 10. November 2007 war er Justizminister und seit 22. Dezember 2007 Umweltminister der Salomonen.
Ab dem 16. November 2011 war Lilo Premierminister der Salomonen. Am 9. Dezember 2014 wurde er in diesem Amt von Manasseh Sogavare abgelöst.